# MSM Steelers
MSM Steelersは、2025年現在関東社会人リーグ1部に所属する三菱製鋼のラグビーチーム。

## 概要
- グラウンドは東京都江戸川区平井にある[2]。

## タイトル
最上位リーグ
なし
下位リーグ
- 関東社会人リーグ1部　優勝：1回（2024）

## リーグ戦戦績
- 2012-2013 関東社会人リーグ3部Dグループ 5位
- 2013-2014 関東社会人リーグ2部Bグループ 優勝、関東社会人リーグ2部自動昇格
- 2014-2015 関東社会人リーグ2部Bグループ 6位、入替戦：勝利、関東社会人リーグ2部残留
- 2015-2016 関東社会人リーグ2部Cグループ 6位、入替戦：勝利、関東社会人リーグ2部残留
- 2016-2017 関東社会人リーグ2部Bグループ 5位
- 2017-2018 関東社会人リーグ2部Aグループ 2位
- 2018-2019 関東社会人リーグ2部Dグループ 優勝、順位決定戦：3位、関東社会人リーグ2部残留
- 2019-2020 関東社会人リーグ2部Bグループ 優勝、順位決定戦：1位、43年ぶりに関東社会人リーグ1部昇格[3]。
- 2020-2021 リーグ戦中止
- 2021-2022 関東社会人リーグ1部 リーグ戦不参加
- 2022-2023 関東社会人リーグ1部 4位（5勝3敗）
- 2023-2024 関東社会人リーグ1部 4位（4勝3敗）
- 2024-2025 関東社会人リーグ1部 優勝（5勝2敗）、トップイーストリーグ入替戦：敗戦、関東社会人リーグ1部残留